# Сан-П'єтро-Апостоло
Сан-П'єтро-Апостоло (італ. San Pietro Apostolo, сиц. Santu Pietru de Tiriuolu) — муніципалітет в Італії, у регіоні Калабрія,  провінція Катандзаро.
Сан-П'єтро-Апостоло розташований на відстані близько 470 км на південний схід від Рима, 16 км на північний захід від Катандзаро.
Населення — 1694 особи (2014).
Щорічний фестиваль відбувається 29 червня. Покровитель — святий Петро.

## Демографія
Населення за роками:

Станом на 1 січня 2023 року в муніципалітеті офіційно проживало 40 іноземців з 13 країн, серед них 9 громадян країн Євросоюзу.

## Сусідні муніципалітети
- Деколлатура
- Джимільяно
- Мільєрина
- Серрастретта
- Тіріоло
- Чикала
- Соверія-Маннеллі
- Марчеллінара